# Ligue communiste (1930)
Pour les articles homonymes, voir Ligue communiste.
La Ligue communiste est un parti trotskiste français créé en 1930, qui publiait le journal La Vérité. Elle rassembla les membres de l'Opposition de gauche (trotskiste) avant la proclamation de la IVe Internationale. Après les émeutes d’extrême droite du 6 février 1934, elle adhéra en tant que tendance organisée au sein de la SFIO, y formant le "groupe bolchévique-léniniste" (BL), exclu lors du Congrès de Mulhouse de la SFIO (juin 1935). Pendant cette période, la Ligue communiste continuait officiellement à exister, tout en étant mise en sommeil. Après l'exclusion de la SFIO, la majorité des membres (Pierre Naville, etc.) rejoignent le Parti ouvrier internationaliste (POI), créé en 1936, tandis que certains rejoignent, autour de Raymond Molinier et Pierre Frank, le Parti communiste internationaliste (Raymond Molinier) (PCI).

## Historique

### Création
Créée en avril 1930 en tant que tendance interne, et secrète, au sein du PCF, la ligue communiste s'organise autour de la revue La Vérité, fondée en août 1929 et dirigée par Alfred Rosmer. Celui-ci est chargé par Trotski lui-même, qui vient d'être expulsé d'URSS, d'unifier les deux tendances rivales du trotskisme français, séparées principalement pour des raisons de personnes, entre le groupe des surréalistes de Pierre Naville et Gérard Rosenthal d'un côté, et celui de Raymond Molinier et Pierre Frank de l'autre.
Le jeune Yvan Craipeau rencontre alors ses militants, qui ne sont qu'une cinquantaine, avec une demi-douzaine de dirigeants autour de Pierre Naville et Raymond Molinier. Pierre Naville, Alfred Rosmer et Gérard Rosenthal écartent rapidement de la direction de la Ligue communiste Raymond Molinier et Pierre Frank, suscitant la colère de Trotski qui demande aux délégués étrangers, venus à Paris à la mi-1931 (dont Andrés Nin, Amadeo Bordiga, son propre fils Sedov, ainsi que l'Américain Max Shachtman) de tenter d'arbitrer entre les tendances rivales.
Alfred Rosmer démissionne de la Ligue communiste en décembre 1930, puis soutient le petit groupe dissident "La Gauche communiste".
Plusieurs militants qui évolueront ensuite vers l'ultragauche (Albert Treint, Marc Chirik, etc.) participent alors à la Ligue communiste, mais une scission intervient en 1933, menant à la création de l'Union communiste, qui évolue vers le communisme de conseils.
À partir de 1932, la Ligue communiste commence à recruter, profitant de la ligne « classe contre classe » suivie par le PCF dans un contexte de montée du fascisme. Trotski lui-même parvient à obtenir un visa pour entrer en France après l'élection du Cartel des gauches.

### L'entrisme à la SFIO
Après les émeutes du 6 février 1934, Trotski publie le premier article sur l'« entrisme », dans La Vérité (10 juillet 1934) sans toutefois le signer. Le 3 août 1934, Raymond Molinier signe lui aussi un texte intitulé « Unité organique? Oui! » dans lequel il envisage la fusion entre la SFIO et le PCF.
Parallèlement, Pierre Franck, Gérard Rosenthal et Yvan Craipeau représentent la Ligue communiste lors de la première rencontre officielle avec des membres de la SFIO, dont en particulier Marceau Pivert. Ce dernier créé les TPPS (« Toujours Prêts Pour Servir »), le service d'ordre de la SFIO, animé par Serge Tchakhotine et dans lequel entrent plusieurs trotskistes, dont Marcel Bleibtreu. Raymond Molinier intègre la direction des TPPS, dans lesquels de nombreux trotskystes sont recrutés.
Dirigée par Raymond Molinier et Pierre Franck, une petite majorité suit en effet les directives de Trotsky, intégrant la SFIO en y formant le "groupe bolchévique-léniniste" (BL). Une minorité, autour de Pierre Naville et Gérard Rosenthal, n'adhère qu'individuellement à la section locale de la SFIO, continuant à publier Lutte de classes . La Ligue communiste elle-même, sans être officiellement dissoute, est réduite à un secrétariat chargé des liaisons avec les autres ligues communistes à l'étranger afin de préparer la fondation de la Quatrième Internationale. D'autres, comme le futur historien de l'anarchisme Jean Maitron, préfèrent même retourner au PCF en 1935 plutôt que d'avaliser cette tactique.
Ce « Tournant français (en) » est imité dans d'autres pays, par le Parti des travailleurs des États-Unis (en) qui entre au Parti socialiste d'Amérique en 1936 et la Ligue communiste britannique (en) qui crée le Groupe marxiste (en) au sein du Parti travailliste indépendant (ILP).
Mais au Congrès de Mulhouse de la SFIO de juin 1935, les trotskystes sont mis en minorité, Léon Blum déclarant préférer sans conteste l'« unité organique » avec le PCF à celle avec ce groupuscule. Durant l'été, Fred Zeller, David Rousset, Yvan Craipeau et leurs amis gauchistes sont exclus des Jeunesses socialistes (JS) . Marceau Pivert, lui-même mis en minorité par son rival Jean Zyromski, qui affirme que la priorité n'est plus à la révolution mais à l'antifascisme, créé la tendance de la Gauche révolutionnaire.

### La scission entre le PCI et le POI
En août 1935, après les grèves insurrectionnelles de Toulon et Brest (5 morts, 300 blessés), Trotski décide qu'il est temps d'abandonner l'entrisme pour s'« orienter dans la pratique vers le parti révolutionnaire dans les plus brefs délais » . Il s'agit donc, désormais, de créer un parti autonome, puisque la SFIO s'est écarté du Front uni pour préférer le Front populaire, incluant les « rad-soc ». Proche de Marceau Pivert peu de temps auparavant (en mars 1935), il écrit désormais, en novembre 1935 :

« Si la direction du Front populaire (…) parvient à se maintenir, alors le régime bonapartiste cédera inévitablement sa place au fascisme! La condition de la victoire du prolétariat est la liquidation de la direction actuelle. Le mot d'ordre de l'"unité" devient, dans ces conditions, non seulement une bêtise, mais un crime. Aucune unité avec les agents de l'impérialisme français et de la Société des Nations! A leur direction perfide, il faut opposer les comités d'action révolutionnaire. On ne peut construire ces comités qu'en démasquant impitoyablement la politique antirévolutionnaire de la prétendue "gauche révolutionnaire", Marceau Pivert en tête »

Pierre Naville organise la sortie du "groupe des bolchévique-léninistes" de la SFIO, et obtient, le 29 décembre 1935, l'exclusion de Raymond Molinier et de ses camarades pour « centrisme », « travail fractionnel » et « malversations financières » . Il fusionne La Vérité et Lutte de classes dans Lutte ouvrière (différent de l'organe de l'Union communiste dont Arlette Laguiller sera la porte-parole la plus connue) et crée le Parti ouvrier révolutionnaire (POR).
Raymond Molinier et Pierre Frank rechignent à admettre cette nouvelle ligne et, avec l'intercession de Marceau Pivert et de Fred Zeller auprès de Léon Blum, tentent d'obtenir le droit d'adhérer individuellement à la SFIO. Celui-ci leur est toutefois refusé, et ils décident alors de créer des GAR (« Groupes d'action révolutionnaire ») dans chaque quartier, lançant par ailleurs un journal, La Commune.
Yvan Craipeau, qui ne goûte guère les conflits entre Pierre Naville et Raymond Molinier, créé les Jeunesses socialistes révolutionnaires (JSR) avec le journal Révolution.
Fred Zeller, refusant de négocier avec Léon Blum, quitte les Jeunesses socialistes (JS), devient brièvement secrétaire de Trotski à Oslo, avant de rejoindre les Jeunesses socialistes révolutionnaires  (JSR) avec Jean Rous. Outre quelques trotskystes (dont Lambert), les JSR rassemblent des jeunes communistes ayant rompu avec le PCF et quelques membres de l'ultragauche.
Après les grèves de juin 1936 qui suivent l'accession au pouvoir du Front populaire, Trotski tente d'obtenir l'unification de ces trois groupuscules: le POR de Pierre Naville, les GAR de Raymond Molinier et Pierre Frank et les JSR de Yvan Craipeau. Finalement, le POR et les GAR acceptent de se dissoudre dans le Parti ouvrier internationaliste (POI), les journaux rivaux, "La Commune" et le "Lutte ouvrière" (différent de LO, cf plus haut) fusionnant dans Lutte ouvrière. Les JSR participent également à la fusion, tout en conservant leur autonomie et leur journal ("Révolution").
Mais dès le 14 juillet 1936, Raymond Molinier est exclu du Parti ouvrier internationaliste (POI), et Pierre Frank le suit. Ils créent alors le Parti communiste internationaliste (PCI), qui préconise la création de soviets (des « soviet des coiffeurs », des hôtels-cafés-restaurants, etc.). Certaines « taupes » "moliniéristes" demeurent au sein de la Gauche révolutionnaire de Pivert.
Pendant ce temps, le secrétaire général du PCF, Maurice Thorez, stigmatise le Parti ouvrier internationaliste (POI), seul à recevoir encore l'agrément de Trotski, dans son célèbre discours, « Il faut savoir terminer une grève », qui critique les « agitateurs et provocateurs trotskistes ».